# Jesper Fast
Jesper Fast (Nässjö, Suecia, 2 de diciembre de 1991), apodado Quickie, es un jugador profesional sueco de hockey sobre hielo que se desempeña en la posición de extremo derecho en Carolina Hurricanes, equipo de la National Hockey League (NHL).

## Carrera
Fue seleccionado en la sexta ronda en la NHL Entry Draft de 2010. En 2013 hizo su debut profesional con el equipo New York Rangers, en el cual jugó siete temporadas (2013-2020), después pasó a Carolina Hurricanes, donde lleva jugando cuatro temporadas.